# Julio Salinas
Julio Salinas Fernández (Bilbao, 11 settembre 1962) è un ex calciatore spagnolo, di ruolo attaccante.
Di origine basca, nella sua lunga carriera militò nell'Athletic Club, nell'Atlético Madrid, nel Barcellona, nel Deportivo La Coruña, nello Sporting Gijón, negli Yokohama F. Marinos e infine nel Deportivo Alavés. Vinse 6 titoli spagnoli (2 a Bilbao, 4 a Barcellona), 2 Supercoppe di Spagna, una Coppa dei Campioni, una Supercoppa Europea e una Coppa delle Coppe. Fu nazionale spagnolo per un decennio.

## Biografia
Suo fratello Patxi era anch'egli un calciatore.

## Carriera

### Club
Debuttò nella Primera División con la maglia dell'Athletic Club nel 1982. Nei successivi diciassette anni giocò con sei squadre di massima serie, collezionando 417 partite e 152 gol. Anche il fratello Patxi Salinas era un calciatore professionista e vestì le maglie di Athletic Club, Celta Vigo e nazionale spagnola.
Nel 1984 conquistò il titolo di Pichichi della Segunda División spagnola, contribuendo al piazzamento dell'Athletic Club al secondo posto dietro al Castilla. Nel 1983 aveva totalizzato qualche presenza nella prima squadra dell'Athletic Club che aveva ottenuto il double campionato spagnolo-Coppa di Spagna nel 1984.
Nel 1988 si trasferì al Barcellona, cui legò il suo nome per sei anni. Giunse nel club catalano dopo aver trascorso un paio di stagioni all'Atlético Madrid, e vi trovò altri giocatori originari dei Paesi Baschi, tra cui José Ramón Alexanko, Aitor Begiristain, Jon Andoni Goikoetxea e José Mari Bakero. Insieme a loro formò l'ossatura del leggendario Dream Team allenato da Johan Cruijff. Nel corso della sua vincente militanza nel Barcellona segnò sia nella finale della Coppa delle Coppe 1988-89 contro la Sampdoria sia nella finale di Coppa di Spagna 1990 contro il Real Madrid.
Dopo aver lasciato il Barcellona nel 1994, si accasò al Deportivo La Coruña, con cui si piazzò secondo nel campionato di calcio spagnolo 1995. In seguito giocò con Sporting de Gijón (1995-97), Yokohama F·Marinos (1997-98, J League giapponese) e Deportivo Alavés (1998- 2000).

### Nazionale
Conta 56 presenze con la nazionale spagnola dal 1986 al 1996, per un totale di 22 gol. Partecipò a tre edizioni della Coppa del mondo: nel 1986, nel 1990 e nel 1994, segnando una rete in ciascuna di esse, e a due edizioni del Campionato d'Europa (nel 1988 e nel 1996).

## Statistiche

### Cronologia presenze e reti in nazionale
| Cronologia completa delle presenze e delle reti in nazionale ― Spagna | Cronologia completa delle presenze e delle reti in nazionale ― Spagna | Cronologia completa delle presenze e delle reti in nazionale ― Spagna | Cronologia completa delle presenze e delle reti in nazionale ― Spagna | Cronologia completa delle presenze e delle reti in nazionale ― Spagna | Cronologia completa delle presenze e delle reti in nazionale ― Spagna | Cronologia completa delle presenze e delle reti in nazionale ― Spagna | Cronologia completa delle presenze e delle reti in nazionale ― Spagna |
| Data                                                                  | Città                                                                 | In casa                                                               | Risultato                                                             | Ospiti                                                                | Competizione                                                          | Reti                                                                  | Note                                                                  |
| --------------------------------------------------------------------- | --------------------------------------------------------------------- | --------------------------------------------------------------------- | --------------------------------------------------------------------- | --------------------------------------------------------------------- | --------------------------------------------------------------------- | --------------------------------------------------------------------- | --------------------------------------------------------------------- |
| 22-1-1986                                                             | Las Palmas de Gran Canaria                                            | Spagna                                                                | 2 – 0                                                                 | Unione Sovietica                                                      | Amichevole                                                            | 1                                                                     | 74’                                                                   |
| 19-2-1986                                                             | Elche                                                                 | Spagna                                                                | 3 – 0                                                                 | Belgio                                                                | Amichevole                                                            | 1                                                                     |                                                                       |
| 26-3-1986                                                             | Cadice                                                                | Spagna                                                                | 3 – 0                                                                 | Polonia                                                               | Amichevole                                                            | 1                                                                     |                                                                       |
| 1-6-1986                                                              | Guadalajara                                                           | Spagna                                                                | 0 – 1                                                                 | Brasile                                                               | Mondiali 1986 - 1º turno                                              | -                                                                     |                                                                       |
| 7-6-1986                                                              | Zapopan                                                               | Irlanda del Nord                                                      | 1 – 2                                                                 | Spagna                                                                | Mondiali 1986 - 1º turno                                              | 1                                                                     | 78’                                                                   |
| 12-6-1986                                                             | Monterrey                                                             | Algeria                                                               | 0 – 3                                                                 | Spagna                                                                | Mondiali 1986 - 1º turno                                              | -                                                                     |                                                                       |
| 18-6-1986                                                             | Santiago de Querétaro                                                 | Danimarca                                                             | 1 – 5                                                                 | Spagna                                                                | Mondiali 1986 - Ottavi di finale                                      | -                                                                     | 46’                                                                   |
| 22-6-1986                                                             | Puebla de Zaragoza                                                    | Belgio                                                                | 1 – 1 dts (5 – 4 dtr)                                                 | Spagna                                                                | Mondiali 1986 - Quarti di finale                                      | -                                                                     | 63’                                                                   |
| 24-9-1986                                                             | Gijón                                                                 | Spagna                                                                | 3 – 1                                                                 | Grecia                                                                | Amichevole                                                            | 1                                                                     |                                                                       |
| 15-10-1986                                                            | Hannover                                                              | Germania Ovest                                                        | 2 – 2                                                                 | Spagna                                                                | Amichevole                                                            | -                                                                     | 79’                                                                   |
| 21-1-1987                                                             | Barcellona                                                            | Spagna                                                                | 1 – 1                                                                 | Paesi Bassi                                                           | Amichevole                                                            | -                                                                     | 46’                                                                   |
| 23-9-1987                                                             | Madrid                                                                | Spagna                                                                | 2 – 0                                                                 | Lussemburgo                                                           | Amichevole                                                            | -                                                                     | 59’                                                                   |
| 27-1-1988                                                             | Valencia                                                              | Spagna                                                                | 0 – 0                                                                 | Germania Est                                                          | Amichevole                                                            | -                                                                     |                                                                       |
| 24-2-1988                                                             | Malaga                                                                | Spagna                                                                | 1 – 2                                                                 | Cecoslovacchia                                                        | Amichevole                                                            | 1                                                                     |                                                                       |
| 27-4-1988                                                             | Madrid                                                                | Spagna                                                                | 0 – 0                                                                 | Scozia                                                                | Amichevole                                                            | -                                                                     | 78’                                                                   |
| 5-6-1988                                                              | Basilea                                                               | Svizzera                                                              | 1 – 1                                                                 | Spagna                                                                | Amichevole                                                            | -                                                                     | 84’                                                                   |
| 17-6-1988                                                             | Monaco di Baviera                                                     | Germania Ovest                                                        | 2 – 0                                                                 | Spagna                                                                | Euro 1988 - 1º turno                                                  | -                                                                     | 51’                                                                   |
| 14-9-1988                                                             | Oviedo                                                                | Spagna                                                                | 1 – 2                                                                 | Jugoslavia                                                            | Amichevole                                                            | -                                                                     | 61’                                                                   |
| 12-10-1988                                                            | Siviglia                                                              | Spagna                                                                | 1 – 1                                                                 | Argentina                                                             | Amichevole                                                            | -                                                                     | 87’                                                                   |
| 21-12-1988                                                            | Siviglia                                                              | Spagna                                                                | 4 – 0                                                                 | Irlanda del Nord                                                      | Qual. Mondiali 1990                                                   | -                                                                     | 78’                                                                   |
| 26-4-1989                                                             | Dublino                                                               | Irlanda                                                               | 1 – 0                                                                 | Spagna                                                                | Qual. Mondiali 1990                                                   | -                                                                     | 70’                                                                   |
| 20-9-1989                                                             | La Coruña                                                             | Spagna                                                                | 1 – 0                                                                 | Polonia                                                               | Amichevole                                                            | -                                                                     | 69’                                                                   |
| 11-10-1989                                                            | Budapest                                                              | Ungheria                                                              | 2 – 2                                                                 | Spagna                                                                | Qual. Mondiali 1990                                                   | 1                                                                     | 67’                                                                   |
| 15-11-1989                                                            | Siviglia                                                              | Spagna                                                                | 4 – 0                                                                 | Ungheria                                                              | Qual. Mondiali 1990                                                   | -                                                                     | 67’                                                                   |
| 21-2-1990                                                             | Alicante                                                              | Spagna                                                                | 1 – 0                                                                 | Cecoslovacchia                                                        | Amichevole                                                            | -                                                                     | 79’                                                                   |
| 28-3-1990                                                             | Malaga                                                                | Spagna                                                                | 2 – 3                                                                 | Austria                                                               | Amichevole                                                            | -                                                                     | 70’                                                                   |
| 17-6-1990                                                             | Udine                                                                 | Corea del Sud                                                         | 1 – 3                                                                 | Spagna                                                                | Mondiali 1990 - 1º turno                                              | -                                                                     |                                                                       |
| 21-6-1990                                                             | Verona                                                                | Spagna                                                                | 2 – 1                                                                 | Belgio                                                                | Mondiali 1990 - 1º turno                                              | -                                                                     | 88’                                                                   |
| 26-6-1990                                                             | Verona                                                                | Spagna                                                                | 1 – 2 dts                                                             | Jugoslavia                                                            | Mondiali 1990 - Ottavi di finale                                      | 1                                                                     |                                                                       |
| 18-11-1992                                                            | Siviglia                                                              | Spagna                                                                | 0 – 0                                                                 | Irlanda                                                               | Qual. Mondiali 1994                                                   | -                                                                     | 52’                                                                   |
| 24-2-1993                                                             | Siviglia                                                              | Spagna                                                                | 5 – 0                                                                 | Lituania                                                              | Qual. Mondiali 1994                                                   | -                                                                     | 67’                                                                   |
| 31-3-1993                                                             | Copenaghen                                                            | Danimarca                                                             | 1 – 0                                                                 | Spagna                                                                | Qual. Mondiali 1994                                                   | -                                                                     |                                                                       |
| 28-4-1993                                                             | Siviglia                                                              | Spagna                                                                | 3 – 1                                                                 | Irlanda del Nord                                                      | Qual. Mondiali 1994                                                   | 2                                                                     |                                                                       |
| 2-6-1993                                                              | Vilnius                                                               | Lituania                                                              | 0 – 2                                                                 | Spagna                                                                | Qual. Mondiali 1994                                                   | -                                                                     | 60’                                                                   |
| 8-9-1993                                                              | Alicante                                                              | Spagna                                                                | 2 – 0                                                                 | Cile                                                                  | Amichevole                                                            | -                                                                     | 46’                                                                   |
| 22-9-1993                                                             | Tirana                                                                | Albania                                                               | 1 – 5                                                                 | Spagna                                                                | Qual. Mondiali 1994                                                   | 3                                                                     |                                                                       |
| 13-10-1993                                                            | Dublino                                                               | Irlanda                                                               | 1 – 3                                                                 | Spagna                                                                | Qual. Mondiali 1994                                                   | 2                                                                     | 68’                                                                   |
| 17-11-1993                                                            | Siviglia                                                              | Spagna                                                                | 1 – 0                                                                 | Danimarca                                                             | Qual. Mondiali 1994                                                   | -                                                                     |                                                                       |
| 19-1-1994                                                             | Vigo                                                                  | Spagna                                                                | 2 – 2                                                                 | Portogallo                                                            | Amichevole                                                            | 1                                                                     | 46’                                                                   |
| 9-2-1994                                                              | Santa Cruz de Tenerife                                                | Spagna                                                                | 1 – 1                                                                 | Polonia                                                               | Amichevole                                                            | -                                                                     | 46’                                                                   |
| 23-3-1994                                                             | Valencia                                                              | Spagna                                                                | 0 – 2                                                                 | Croazia                                                               | Amichevole                                                            | -                                                                     | 46’                                                                   |
| 2-6-1994                                                              | Tampere                                                               | Finlandia                                                             | 1 – 2                                                                 | Spagna                                                                | Amichevole                                                            | 1                                                                     | 57’                                                                   |
| 10-6-1994                                                             | Montréal                                                              | Canada                                                                | 0 – 2                                                                 | Spagna                                                                | Amichevole                                                            | 1                                                                     |                                                                       |
| 17-6-1994                                                             | Dallas                                                                | Corea del Sud                                                         | 2 – 2                                                                 | Spagna                                                                | Mondiali 1994 - 1º turno                                              | 1                                                                     | 63’                                                                   |
| 21-6-1994                                                             | Chicago                                                               | Germania                                                              | 1 – 1                                                                 | Spagna                                                                | Mondiali 1994 - 1º turno                                              | -                                                                     | 15’                                                                   |
| 27-6-1994                                                             | Chicago                                                               | Bolivia                                                               | 1 – 3                                                                 | Spagna                                                                | Mondiali 1994 - 1º turno                                              | -                                                                     |                                                                       |
| 9-7-1994                                                              | Boston                                                                | Italia                                                                | 2 – 1                                                                 | Spagna                                                                | Mondiali 1994 - Quarti di finale                                      | -                                                                     | 58’                                                                   |
| 12-10-1994                                                            | Skopje                                                                | Macedonia                                                             | 0 – 2                                                                 | Spagna                                                                | Qual. Euro 1996                                                       | 1                                                                     | 63’                                                                   |
| 16-11-1994                                                            | Siviglia                                                              | Spagna                                                                | 3 – 0                                                                 | Danimarca                                                             | Qual. Euro 1996                                                       | -                                                                     | 56’                                                                   |
| 17-12-1994                                                            | Bruxelles                                                             | Belgio                                                                | 1 – 4                                                                 | Spagna                                                                | Qual. Euro 1996                                                       | 1                                                                     | 60’                                                                   |
| 22-2-1995                                                             | Jerez de la Frontera                                                  | Spagna                                                                | 0 – 0                                                                 | Germania                                                              | Amichevole                                                            | -                                                                     | 81’                                                                   |
| 29-3-1995                                                             | Siviglia                                                              | Spagna                                                                | 1 – 1                                                                 | Belgio                                                                | Qual. Euro 1996                                                       | -                                                                     | 63’                                                                   |
| 26-4-1995                                                             | Erevan                                                                | Armenia                                                               | 0 – 2                                                                 | Spagna                                                                | Qual. Euro 1996                                                       | -                                                                     | 58’                                                                   |
| 7-6-1995                                                              | Siviglia                                                              | Spagna                                                                | 1 – 0                                                                 | Armenia                                                               | Qual. Euro 1996                                                       | -                                                                     | 46’                                                                   |
| 15-6-1996                                                             | Leeds                                                                 | Francia                                                               | 1 – 1                                                                 | Spagna                                                                | Euro 1996 - 1º turno                                                  | -                                                                     | 82’                                                                   |
| 22-6-1996                                                             | Londra                                                                | Spagna                                                                | 0 – 0 dts (2 – 4 dtr)                                                 | Inghilterra                                                           | Euro 1996 - Quarti di finale                                          | -                                                                     | 46’                                                                   |
| Totale                                                                |                                                                       | Presenze                                                              | 56                                                                    |                                                                       | Reti                                                                  | 22                                                                    |                                                                       |

## Palmarès

### Competizioni nazionali
- Campionato spagnolo: 6

Athletic Bilbao: 1982-1983, 1983-1984
Barcellona: 1990-1991, 1991-1992, 1992-1993, 1993-1994
- Coppa di Spagna: 3

Athletic Bilbao: 1983-1984
Barcellona: 1989-1990
Deportivo La Coruña: 1994-1995
- Supercoppa di Spagna: 3

Athletic Bilbao: 1984
Barcellona: 1991, 1992

### Competizioni internazionali
- Coppa delle Coppe: 1

Barcellona: 1988-1989
- Coppa dei Campioni: 1

Barcellona: 1991-1992
- Supercoppa UEFA: 1

Barcellona: 1992